# 石房蛤毒素
石房蛤毒素（Saxitoxin ，STX）是一种极强的神經毒素，是已知毒性最强的麻痹性贝类毒素（PST）。
石房蛤毒素首次分离于帘蛤科的石房蛤体内，并由此得名。石房蛤毒素实际上是一些藻类和蓝细菌所合成，通过食物链聚集到贝类体内。已知自然存在结构相似的神经毒素有超过50种，统称为石房蛤毒素类，除了石房蛤毒素本身外，还有新石房蛤毒素 （NSTX）、膝沟藻毒素、脱氨甲酰基石房蛤毒素 （dcSTX）等。

## 自然存在
自然界中，石房蛤毒素实际上是一些双鞭毛虫门下的藻类所合成的，如亚历山大藻属、裸甲藻属，以及淡水中的蓝细菌如魚腥藻屬、一些束絲藻屬、拟柱孢藻、鞘丝藻属、浮絲藻屬等。被贝类进食后，累积在滤食器官中。此外，石房蛤毒素也曾在亚洲河魨的一些物种和巴西的罗非鱼体内发现存在。产自美国的野生河魨，其体内石房蛤毒素浓度与产自南美、日本菲律宾和泰国的相似。河魨体内累积另一种著名的神经毒素，即河魨毒素。
有些被藻华所污染的贝类含有此毒素，误食导致中毒。很多常见的经济水产均可能受到污染，包括淡菜類、蛤蜊、生蚝和扇贝等。污染通常存在于温带海域，从美国西海岸到西欧、东亚、澳大利亚，新西兰和南非等地海域都有可能。如果检测到毒素存在，政府部门有时不得不采取捕捞禁令等措施以图控制中毒事件。

## 结构与合成
石房蛤毒素的二盐酸盐是吸湿性的无定型固体。然而，其结构还是可以通过结晶衍生物的X射线晶体学确定。石房蛤毒素氧化生成高荧光性的嘌呤衍生物，被用于检测分析。
石房蛤毒素已经得到全合成。

## 毒性

### 中毒机理

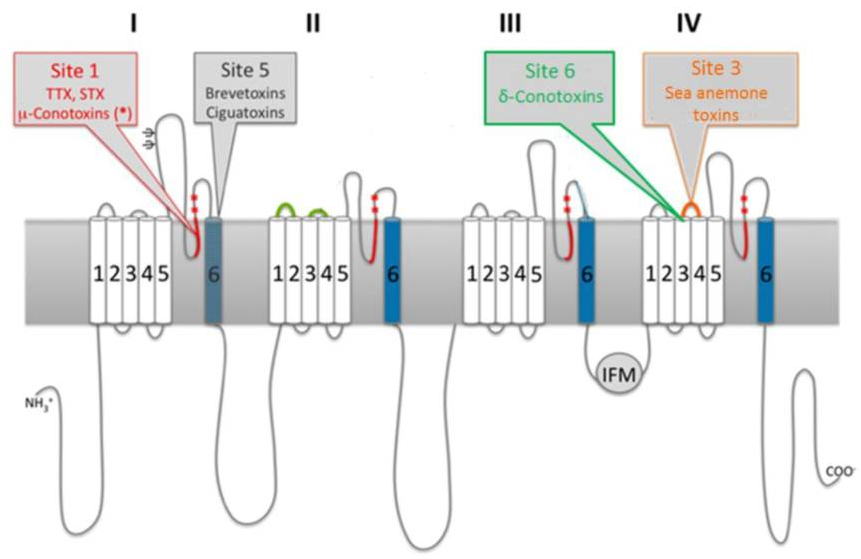
钠离子通道阻滞剂作用机理示意图。不同种类的阻滞剂对应不同的结合位点。石房蛤毒素（STX）在图中以红色字体显示。

石房蛤毒素是一种选择性的细胞膜钠离子通道阻滞剂。它与神经元细胞膜上的钠离子通道结合，抑制钠离子通过细胞膜，从而阻止细胞电位的传导，最终导致瘫痪。

### 剂量
对于豚鼠，肌肉注射的致死剂量约为5 μg/kg体重。小鼠的致死剂量与与给药途径有关为：腹膜内注射(LD50 = 10 μg/kg)，静脉注射（LD50 = 3.4 μg/kg），口服（LD50 = 263 μg/kg）。人类经口服的LD50为5.7 μg/kg，换句话说，口服摄入0.57 mg的石房蛤毒素——一颗沙子大小的1/8，即可致命。注射的致死量约为0.6 μg/kg，是口服的十分之一。气溶胶吸入的致死剂量约为5 mg·min/m³。石房蛤毒素可经开放伤口进入人体，剂量约为50 μg。
动物实验显示4-氨基吡啶有解毒作用，不过无人体实验数据。